# Шерстюк, Татьяна Григорьевна
Татьяна Григорьевна Шерстюк (укр. Тетяна Григорівна Шерстюк; 18 декабря 1921, Киев — 18 октября 2003, Харьков) — украинский библиограф, составительница библиографических указателей, краевед и поэтесса. Одна из основателей харьковского клуба «Краевед». Почётный член Всеукраинского союза краеведов (с 1995 года).

## Биография
Татьяна Григорьевна Шерстюк родилась 18 декабря 1921 года в Киеве в семье агронома Григория Шерстюка и его жены Надежды Александровны. Для матери это был уже третий брак: её первый муж был белогвардейцем и был убит, а второй эмигрировал во Францию. Со слов матери, её двоюродная сестра была фрейлиной при дворе императора Николая II. В 1925 году семья переехала в Харьков, Татьяна Григорьевна училась на горном факультете местного Инженерно-экономического института, который окончила в 1940 году. В следующем году поступила на филологический факультет Харьковского государственного университета имени А. М. Горького. Во время Второй мировой войны находилась в эвакуации в разных городах страны, работала в военторге и военном госпитале № 402 в городе Чирчик в Ташкентской области Узбекской ССР.
В июне 1944 года Татьяна Григорьевна возвратилась в Харьков, а уже в июле начала работать в Харьковской государственной научной библиотеке имени В. Г. Короленко. Сначала работала в должности заведующей канцелярией, но через несколько месяцев решила стать библиотекарем. Спустя год стала старшим библиотекарем, а ещё через год старшим библиографом. Параллельно продолжала обучение в Харьковском государственном университете, вечернее отделение которого окончила в 1947 году. Через два года её назначили на должность заведующей большого читального зала библиотеки, в следующем году она стала редактором-специалистом библиографического отдела. С 1953 года работала главным библиотекарем, а в 1969 году стала заведующей библиографического отдела. С 1971 года заведовала научно-библиографическим отделом. Также она несколько лет возглавляла Центральный справочный аппарат библиотеки. За время её руководства отдел предоставил тысячи биобиблиографических и фактографических справок для читателей и учреждений как из Харькова, так из других регионов СССР и зарубежных стран.
В 1951—1952 и 1978—1983 годах преподавала в Харьковском библиотечном институте (позже Харьковский государственный институт культуры). По совместительству работала в Книжной палате Украины.
В Харькове проживала в коммунальной квартире по адресу улица Сумская, д. 17, в так называемом доме «Саламандра». Жила с никогда не работавшей матерью, её отец-фронтовик умер от гангрены в уже освобождённом Харькове. Согласно воспоминаниям коллеги Галины Кашириной, Татьяна Шерстюк была одной из «девушек войны», её жених — студент-физик погиб на фронте, и по состоянию на 1959 год Шерстюк оставалась незамужней. Позже Шерстюк вышла замуж, её муж умер в 1991 году. В библиотеке Татьяна Григорьевна проработала почти до самой смерти в октябре 2003 года.

## Научная деятельность
В течение десяти лет вместе с библиографами Алексеем Черкашиным и Натальей Колосовой, работала над библиографией украинских писателей советской эпохи, которая была включена в четвёртый и пятый тома биобиблиографического словаря «Українські письменники». Исследовательницы Татьяна Сосновская и Валентина Ярошик называли словарь образцом классической библиографии и бесценным помощником для украинских литературоведов. В словаре, впервые за много лет, было написано о писателях, репрессированных советской властью. Работая над этой темой дальше, Татьяна Григорьевна планировала издать серию биобиблиографических пособий «Возвращённые имена». Это удалось сделать лишь в 1990-е годы, были подготовлены отдельные пособия о Николае Кулише, Василие Чечвянском, Владимире Винниченко и Юрие Клэне. Татьяна Шерстюк не ограничивалась только умалчиваемыми авторами, она подготовила биобиблиографические пособия о Тарасе Шевченко и Владимире Короленко, которые были изданы Книжной палатой Украины. Вместе с директором московского Музея К. Г. Паустовского, — Ильей Комаровым, работала над биобиблиографическим указателем о жизни и творчестве Константина Паустовского, однако работа осталась неопубликованной.
Занималась теоретическими вопросами библиографии, интересовалась структурой отбора документов и их отражением в биобиблиографических указателях. Публиковалась в научных журналах, участвовала в конференциях и круглых столах, с 1970-х годов писала рецензии на библиографические издания. Вела учебные практические занятия в Харьковском библиотечном институте.
Татьяна Шерстюк также занималась подготовкой рекомендательных и научно-вспомогательных библиографических указателей разной тематики, таких как: «Харьковщина, Полтавщина, Сумщина (1917—1967)» (1968), «Библиографический указатель по вопросам лекторского мастерства» (1970), «Планирование промышленного производства» (1973) и другие. Позже, обратилась к краеведческой тематике и работала над указателями содержания местных периодических изданий: журналов «Пламя», «Прапор», «Литературного журнала» и газеты «Харьковские губернские ведомости». Составила именной указатель к исторической монографии Дмитрия Багалия и Дмитрия Миллера «История города Харькова за 250 лет его существования» (2002).
В 1978 году вместе с группой единомышленников основала харьковский клуб «Краєзнавець». Готовила сообщения для заседаний, вела поисковую работу, заключала издание клуба «100 краєзнавчих читань», опубликовала более пятидесяти краеведческих статей в местной прессе и принимала участие в международной краеведческой конференции «Слобожанські читання». Благодаря поискам Татьяны Шерстюк был установлен адрес, где именно останавливалась Леся Украинка во время приезда в Харьков. Также Татьяна Григорьевна отыскала в харьковской газете «Наша неделя» от 26 ноября 1922 года неизвестное до того опубликованное письмо Михаила Булгакова.
Много общалась с харьковскими литераторами и литературоведами, в частности с Марией Пылинской, Андреем Чернышёвым, Иваном Вырганом и другими, о многих из них Татьяна Григорьевна оставила воспоминания. Вела переписку с Евгением Евтушенко и Юрием Никулиным. Татьяна Шерстюк также была поэтессой, автором многих стихов. Некоторые из них были посвящены Харькову и Харьковской государственной научной библиотеке имени В. Г. Короленко.

## Основные труды

### Библиографические указатели и статьи
Список основных библиографических трудов Татьяны Шерстюк согласно Библиотечной энциклопедии Харьковщины:
- Українські письменники: біобібліогр. словник. У 5 т. Т. 4. Радянська література. А-К. — Київ, 1965. — У співавт.
- Українські письменники: біобібліогр. словник. У 5 т. Т. 5. Радянська література. Л-Я. — Київ, 1965. — У співавт.
- Харківщина, Полтавщина, Сумщина (1917—1967): бібліогр. покажч. — Харків, 1968. — У співавт.
- Довідково-бібліографічний аппарат наукової бібліотеки в системі інформаційно-бібліографічного обслуговування працівників науки і виробництва // Інформаційно-бібліографічне обслуговування трудящих — на рівень сучасних вимог: (матеріали респ. наук.-практ. конф. в м. Хмельницькому). — Київ, 1972. — С. 27-31.
- Об эффективности использования выполненных библиографических справок // Советская библиография — 1975. — № 2. — С. 24-29.
- «Прапор» (1956—1988): покажч. змісту журн. Ч. 1. Художні твори. — Харків, 1989. — У співавт.
- К вопросу о полной библиографии К. Г. Паустовского // К. Г. Паустовский: материалы и сообщения: сб. — Москва, 1996. — Вып. 1. — С. 80-88.
- Указатель содержания журнала «Пламя» (1924—1926). — Харків, 1992.
- «Літературний журнал» (1937—1941): покажч. змісту. — Харків, 1992.
- Український письменник М. Куліш (1892—1937): бібліогр. покажч. — Харків, 1993.
- Український письменник В. Чечвянський (1888—1937): бібліогр. покажч. — Харків, 1994.
- Харьков и губерния на страницах газеты «Харьковские губернские ведомости» (1838—1917). Харьков, 1993—1996.
  - Вып. 1. (1881—1891) / сост.: А. М. Ерофеева, Т. Г. Шерстюк, В. А. Ярошик. Харьков, 1993. 123 с.
  - Вып. 2. (1892—1896) / сост.: Т. Г. Шерстюк и др. Харьков, 1994. 146 с.
  - Вып. 3. (1897—1902) / сост.: Т. Г. Шерстюк и др. Харьков, 1994. 203 с.
- Володимир Кирилович Винниченко (1880—1951): бібліогр. покажч. — Харків, 1995. — У співавт.
- Юрій Клен — поет, перекладач, літературознавець (1891—1947): бібліогр. покажч. — Харків, 1997. — У співавт.
- Указатель имен, упоминающихся в книге Д. И. Багалея и Д. П. Миллера «История города Харькова за 250 лет его существования». В 2-х т. — Харьков, 2002. — 2 т.

### Краеведческие труды
Список краеведческих трудов Татьяны Шерстюк согласно её персональной страницы на вебресурсе «Краеведение»:
- В библиотеку, к Ярошик / Татьяна Шерстюк // Слобода. — 2002. — 9 янв.
- Присвячено рідному краю / Т. Шерстюк // Вечір. Харків. — 1978. — 28 лип.
- Пам’яті вченого [М. І. Дмитрієва] / Т. Шерстюк // Ленін. зміна. — 1986. — 19 квіт.
- Харьковские театры помнят голос Сальвини / Т. Шерстюк // Экран. — 1995. — 17 февр.
- Патриарх слобожанского краеведения [А. Ю. Лейбфрейд] / Т. Шерстюк, Н. Васильева // Слобода. — 1999. — 26 нояб.
- Такий різний соловейко української літератури: до 100-річчя з дня народж. В. М. Сосюри — Харків: ХДНБ, 2014.
- Незабутній: (спогади про літературознавця А. Ф. Чернишова) — Харків: ХДНБ, 2014.
- Александра Александровна Яблочкина (1866—1964) Харьков: ХГНБ, 2014.
- Чарівна жіночність, світлий розум: [спогади про Марію Пилинську] // Березіль. — 1994. — № 7. — С. 157—159.
- Выставка… ушедших зданий: [о макетах памятников архитектуры Харькова, изготовленных В. В. Смоленским] // Красное знамя. — 1986. — 28 окт.

## Награды и звания
- Медаль «За победу над Германией в Великой Отечественной войне 1941—1945 рр.»[8]
- Почетная грамота Министерства культуры СССР (1976)[8]
- Грамота Президиума Верховного Совета Украинской ССР (1986)[8]
- Почётный член Всеукраинского союза краеведов (1995)[15]